# ロバートソン郡 (テネシー州)
座標: 北緯36度32分 西経86度52分 / 北緯36.53度 西経86.87度
ロバートソン郡（英: Robertson County）は、アメリカ合衆国のテネシー州にある郡。2000年国勢調査時の人口は5万4433人で、郡庁所在地はスプリングフィールド (Springfield)である。
ナッシュビル-デイビッドソン-マーフリーズボロ-フランクリン大都市統計地域（大都市圏）の域内にある。地名はナッシュビルを建設し、州の上院議員も務めた探検家のジェイムズ・ロバートソンにちなみ名づけられた。

## 地理
国勢調査局の調査では総面積1235平方キロ（477平方マイル）で、うち1234平方キロ（476平方マイル）が陸地、総面積の0.04%にあたる1平方キロ（0平方マイル）が水域である。
隣接する郡
- ローガン郡 (ケンタッキー州)（北）
- シンプソン郡 (ケンタッキー州)（北東）
- サムナー郡（東）
- デビッドソン郡（南）
- チーザム郡（南西）
- モンゴメリー郡（西）
- トッド郡 (ケンタッキー州)（北西）

## 人口動態
2000年の国勢調査時点で、この郡には5万4433人、1万9906世帯、1万5447家族が暮らしている。人口密度は1平方キロあたり44人で、平方マイルに換算すると114人となる。住居数は2万995軒で、1平方キロに平均17軒（1平方マイルあたりでは44軒）が建っていることになる。住民のうち白人は89.13%、アフリカ系は8.62%、ネイティブ・アメリカンは0.28%、アジア系は0.31%、太平洋諸島系は0.02%、その他の人種は0.83%を、混血は0.80%を、ヒスパニック（ラテン系）は2.66%を占める（2005年の郡の調査では85.4%が非ヒスパニック系白人、8.3%がアフリカ系、5.3%がラティーノであった）。

2000年国勢調査の結果をもとに作成した郡の人口ピラミッド

1万9906世帯のうち37.4%は18歳未満の子どもと暮らしており、61.9%は夫婦で生活している。11.2%は未婚の女性が世帯主であり、22.4%は家族以外の住人と同居している。18.6%が独り身世帯で、7.5%を独居老人の世帯が占める。1世帯あたりの平均構成人数は2.71人、家庭の平均構成人数は3.06人である。
住民のうち26.8%が18歳未満の未成年、8.5%が18歳以上24歳以下、31.4%が25歳以上44歳以下、22.5%が45歳以上64歳以下、10.8%が65歳以上となっており、平均年齢は35歳である。女性100人に対して男性が98.8人いる一方、18歳以上の女性100人に対しては95.7人いる。
一世帯あたりの平均収入は4万3174米ドルで、家族ごとでは4万9412米ドルである。男性の平均収入は3万4895米ドル、女性の平均収入は2万4086米ドルで、労働者でない人々も含めた住民一人当たりの収入は1万9054米ドルとなる。総人口の9.0%、家族の6.4%、18歳未満の子どもの10.9%、および65歳以上の老人の13.1%は貧困線以下の収入で生計を立てている。

## 都市および町
- アダムズ (en:Adams, Tennessee)
- シーダーヒル (en:Cedar Hill, Tennessee)
- クーパータウン (en:Coopertown, Tennessee)
- クロスプレーンズ (en:Cross Plains, Tennessee)
- グリーンブリアー (en:Greenbrier, Tennessee)
- ミラーズビル (en:Millersville, Tennessee)
- オーリンダ (en:Orlinda, Tennessee)
- ポートロイヤル (en:Port Royal, Tennessee)
- リッジトップ (en:Ridgetop, Tennessee)
- スプリングフィールド (en:Springfield, Tennessee)
- ホワイトハウス (en:White House, Tennessee)